# Richard Reitzenstein
Richard August Reitzenstein, född den 2 april 1861 i Breslau, död den 23 mars 1931 i Göttingen, var en tysk klassisk filolog. Han var far till Erich Reitzenstein.
Reitzenstein blev 1888 docent i Breslau i klassisk filologi, 1889 professor i Rostock, senare efter vartannat i Giessen, Strassburg, Freiburg im Breisgau samt 1914 (som efterträdare till Friedrich Leo) i Göttingen. Han blev emeritus 1928 och efterträddes av Eduard Fraenkel.
Bland Reitzensteins vetenskapliga arbeten kan nämnas: Geschichte der griechischen Etymologica (1897), Poimandres. Studien zur griechisch-ägyptischen und frühchristlichen Litteratur (1904), Studien zu Quintilians grösseren Deklamationen (1909), Die hellenistischen Mysterienreligionen (1910) och Das Märchen von Amor und Psyche bei Apuleius (1912).